# ンドレ
ンドレ（フランス語: ndolè）は、カメルーンの国民食。葉を緑色のまま食べるだけでなく、ある程度乾燥させた野菜を落花生や魚などと一緒に盛り付ける。

## 概要
ンドレは西アフリカ原産のビターリーフとも呼ばれる苦い葉物野菜の名称でもある。葉物野菜としてのンドレは古来より、マラリアや頭痛に効果があるとされてきた。
そのンドレと牛肉、エビやザリガニ、燻製の魚、ピーナッツなどを香辛料と共に炒めて煮込んだ料理である。伝統的にはプランテンが添えられる。
かつては宮廷料理として扱われた。カメルーンの沿岸では、ンドレ・ミオンドと言われている。カメルーンにおけるンドレの生産量は数万トンと推定されている。葉の量と傷みやすさに代表される輸送の問題のため、この作物はドゥアラなどで作られている。生産の一部はナイジェリアにも供給され、4～5トンは乾燥または冷凍で世界全体にも輸出される。
ンドレは葉の色と食感からほうれん草と比較されることがあるが、調理方法は異なる。緑の葉を岩塩を加えた水で2～3回煮て苦味を飛ばす。そこへピーナッツバターと砕いたスパイスのペーストをベースにした調理済みの調製物に、細かく切った調理済みの肉、燻製魚、生又は燻製したエビを加える。その後揚げたプランテン又はキャッサバを盛り付けて、完成する。富裕層やカメルーンに在住する少数のヨーロッパ人はキャッサバなどではなく、米を料理に入れている。
ンドレはパリで働くカメルーン出身の料理人がアフリカの美食の一部として、ンドレの普及活動を行なっている。

## 画像

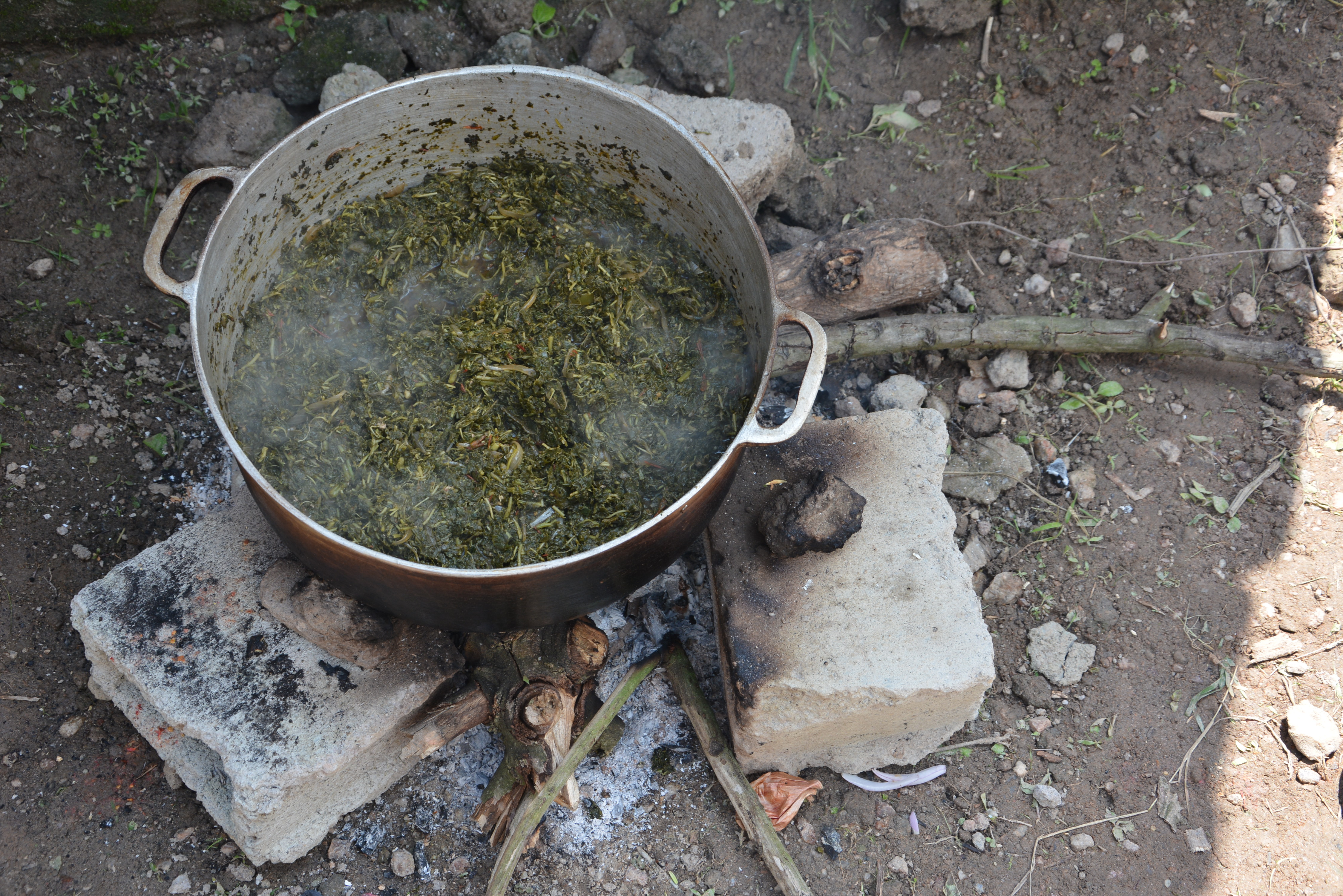
調理中のンドレ
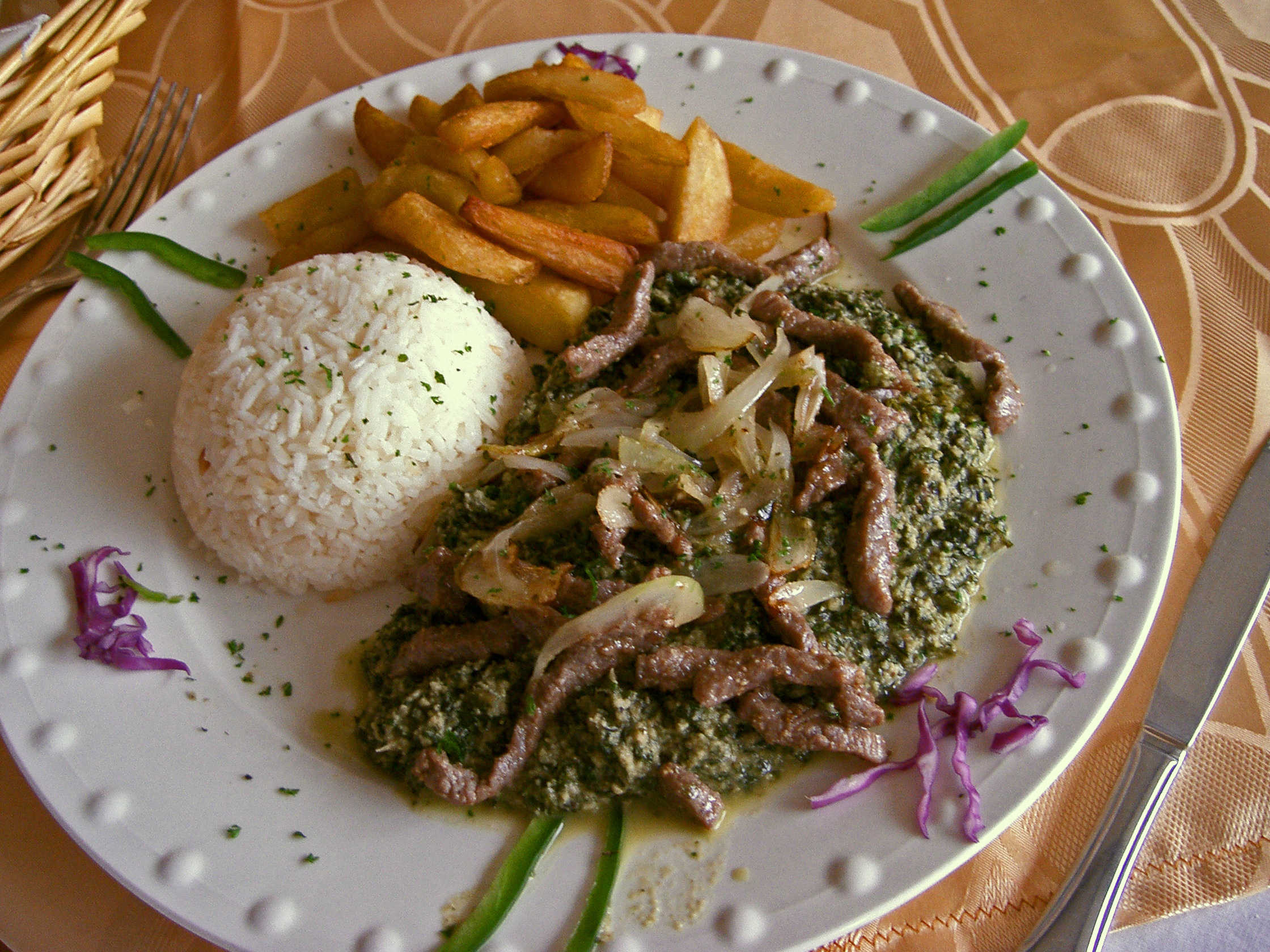
フレンチ風ンドレ
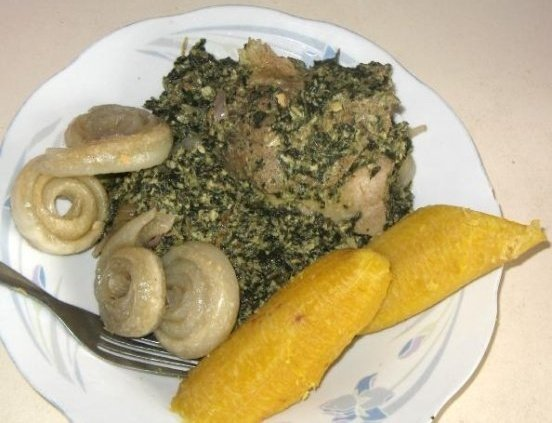
家庭料理
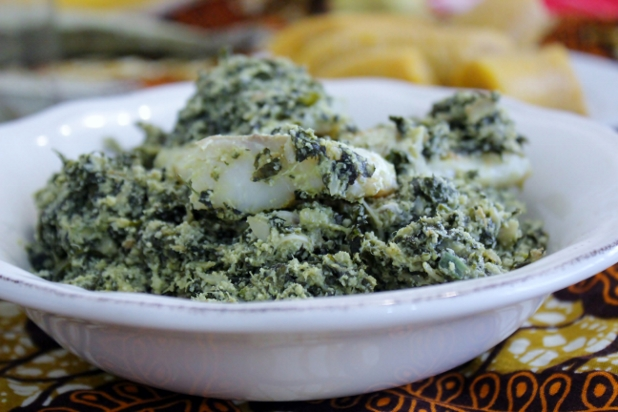
ンドレとタラ添え